# The Rumble Fish 2
The Rumble Fish 2 (ザ・ランブルフィッシュ ２, za・ran'buru fisshu tsū) est un jeu vidéo de combat développé par Dimps et édité par Sammy, sorti en 2005 sur Atomiswave. Il a été réédité en 2012 sur NESiCAxLive.
Il est la suite de The Rumble Fish.

## Système de jeu
The Rumble Fish 2 est doté d'un système de combat semblable à des jeux comme Guilty Gear. Les enchaînements sont accessibles, et se manœuvrent plus facilement que des jeux comme The King of Fighters. Le jeu se joue à 5 boutons: 4 pour les attaques (coups de poing et coups de pied faible et fort) et un pour attraper l'adversaire.
Le joueur voit à sa disposition deux jauges, chacune divisée en 3 parties:
- La jauge offensive, qui se remplit au fur-et-à mesure des coups portés. Elle permet d'effectuer des Offensive Arts, qui peuvent se montrer sous la forme d'attaques dévastatrices ou de brise-garde.
- La jauge défensive, qui se remplit au fur-et-à mesure des coups reçus (qu'ils soient parés ou non). Elle permet d'effectuer des Defensive Arts, qui donnent généralement un avantage tactique au joueur qui l'utilise.

Une fois les deux jauges remplies, une technique spéciale peut être lancée.
Par rapport à son prédécesseur, The Rumble Fish 2 ajoute le "Boost Dive", qui se déclenche en activant un segment de chacune des deux jauges. Cette capacité augmente l'effet de certaines capacités (cela dépend du personnage choisi).

## Scénario
La société PROBE-NEXUS fait rayonner économiquement sa zone et ses alentours, malgré la catastrophe naturelle qui sévissait quelque temps auparavant. Cependant, son président, Vlad, décide de prendre sa retraite, ce qui bouleverse la population.
Ce n'est pas pour autant que les choses changent: le sixième Fight for Survival est toujours d'actualité. Mais qui est donc le sponsor de l'évènement, maintenant que Vlad n'est plus le président de PROBE-NEXUS?,.